# The Beau-Marks
The Beau-Marks war eine kanadische Rhythm-and-Blues-Band aus Montreal, Québec.

## Bandgeschichte
Die Gruppe wurde 1958 gegründet und veröffentlichte, unter dem Namen The Del-Tones, im Jahr 1959 ihre erste Single Rockin’ Blues. Die nachfolgende Single Clap Your Hands erreichte 1960 Platz 1 in Kanada und Australien sowie Platz 45 in den US-Billboard-Charts.

## Diskografie

### Alben
- 1960: The High Flying Beau-Marks
- 1961: In Person
- 1962: Tender Years

### Singles (Auswahl)
- 1960: Clap Your Hands
- 1960: Billy, Billy Went A-Walking
- 1961: Oh Joan
- 1961: Classmate
- 1962: Little Miss Twist
- 1962: I’ll Never Be The Same
- 1968: Clap Your Hands